# The Da Vinci Code (саундтрек)
Званична музика за филм Да Винчијев код објављена је 9. маја 2006. године. Филмску музику компоновао је Ханс Цимер чији је рад резултовао номинацију за Златни глобус 2007. у категорији Најбоља оригинална музика, као и номинацију за награду Оскар у истој категорији.